# Ruda Kołtowska
Ruda Kołtowska (ukr. Руда-Колтівська, Ruda-Kołtiwśka) – wieś w obwodzie lwowskim, w rejonie złoczowskim na Ukrainie. Miejscowość liczy 178 mieszkańców.

## Położenie
Na podstawie Słownika geograficznego Królestwa Polskiego i innych krajów słowiańskich Ruda Kołtowska to wieś w powiecie złoczowskim, położona na północ od Chmielowa, ok. 1 milę na północny wschód od sądu powiatowego w Złoczowie, oddalona ok. 2 mile na południowy wschód od Oleska i na południowy wschód od urzędu pocztowego w Sassowie.